# Publio Francesco Modesti
Publio Francesco Modesti (Saludecio, 1471 – 1557) è stato un letterato italiano.
Dopo aver viaggiato a Venezia e a Roma, fu arciprete di Saludecio.
Si interessò alla storia e alla religione.

## Opere
- Veneziade (1521) stampata da Bernardino Vitali
- Selve (1521)
- Christiana pietas (1521)